# Río Quinimarí
El río Quinimarí es un río que está ubicado en el municipio Córdoba en el estado de Táchira en Venezuela. Este río desemboca con el río Torbes para luego desembocar en el río Uribante (y finalmente, a través del río Apure, en la cuenca del Orinoco).
En su cuenca hidrográfica se encuentran extensas zonas productoras de café y caña de azúcar favorecidas por el clima húmedo de montaña presente en la zona. El nombre de este río se debe a la tribu indígena llamada "Quenemaríes", que habitaron estas tierras de los Andes venezolanos.
Sobre sus riberas se asientan algunas aldeas como San Vicente de La Revancha, Río Chiquito, La Petrolea, Estación Santa Ana y la capital del Municipio Córdoba; Santa Ana del Táchira. En su margen izquierda se encuentra el sitio histórico La Petrolea, el lugar donde se inició la explotación petrolera en Venezuela en el año 1878, luego de que un fuerte terremoto que asoló la zona hiciera brotar de forma natural el llamado oro negro en la quebrada La Alquitrana, afluente ubicado a escasos 30 metros del río Quinimarí. Actualmente sigue brotando el petróleo desde el subsuelo en pequeñas cantidades, factor que limita el aprovechamiento de este recurso solo como atracción turística.